# Hedlundakyrkan
Hedlundakyrkan är en frikyrka tillhörande Equmeniakyrkan, belägen i stadsdelen Väst på stan i Umeå. Hedlundakyrkan var tidigare belägen i nuvarande Korskyrkans lokaler, men dessa såldes till Elimförsamlingen och arkitekt Janne Feldt ritade den nya Hedlundakyrkan, som invigdes år 1973.

## Kyrkobyggnaden
Kyrkan består av asymmetriskt formade block i tegel.